# Australia Sevens
L'Australia Sevens è un torneo di rugby a 7 che fa parte delle World Rugby Sevens Series. Viene disputato al Western Sydney Stadium di Sydney.
In precedenza, fino alla stagione 2002-03, l'Australia Sevens fu disputato a Brisbane. Dall'edizione del 2006-07 fino a quella del 2010-11 la sede è stata l'Adelaide Oval di Adelaide, da cui il nome alternativo Adelaide Sevens. Dall'edizione 2011-12 fino alla stagione 2014-15 il torneo è stato ospitato allo Skilled Park di Gold Coast, da cui il nome Gold Coast Sevens.

## Finali
| Anno             | Finale di Cup | Finale di Cup | Finale di Cup | Finale Plate  | Finale Plate | Finale Plate |
| Anno             | Vincitore     | Punteggio     | Finalista     | Vincitore     | Punteggio    | Finalista    |
| ---------------- | ------------- | ------------- | ------------- | ------------- | ------------ | ------------ |
| 2006-07 Dettagli | Figi          | 21 - 7        | Samoa         | Australia     | 31 - 0       | Sudafrica    |
| 2007-08 Dettagli | Sudafrica     | 15 - 7        | Nuova Zelanda | Tonga         | 14 - 12      | Kenya        |
| 2008-09 Dettagli | Sudafrica     | 26 - 7        | Kenya         | Inghilterra   | 24 - 19      | Australia    |
| 2009-10 Dettagli | Samoa         | 38 - 10       | Stati Uniti   | Nuova Zelanda | 21 - 14      | Sudafrica    |
| 2010-11 Dettagli | Nuova Zelanda | 28 - 20       | Sudafrica     | Galles        | 14 - 7       | Argentina    |
| 2011-12 Dettagli | Figi          | 26 - 12       | Nuova Zelanda | Galles        | 26 - 15      | Samoa        |
| 2012-13 Dettagli | Figi          | 32 - 14       | Nuova Zelanda | Argentina     | 14 - 7       | Francia      |
| 2013-14 Dettagli | Nuova Zelanda | 40 - 19       | Australia     | Figi          | 36 - 0       | Kenya        |
| 2014-15 Dettagli | Figi          | 31 - 24       | Samoa         | Nuova Zelanda | 36 - 21      | Argentina    |
| 2015-16 Dettagli | Nuova Zelanda | 27 - 24       | Australia     | Argentina     | 24 - 0       | Kenya        |
| 2016-17 Dettagli | Sudafrica     | 29 - 14       | Inghilterra   |               |              |              |
| 2017-18 Dettagli | Australia     | 29 - 0        | Sudafrica     |               |              |              |
| 2018-19 Dettagli | Nuova Zelanda | 21 - 5        | Stati Uniti   |               |              |              |
| 2019-20 Dettagli | Figi          | 12 - 10       | Sudafrica     |               |              |              |